# Fu Haitao
Fu Haitao (chinesisch 傅海涛; * 13. Januar 1993) ist ein ehemaliger chinesischer Leichtathlet, der sich auf den Dreisprung spezialisiert hat.

## Sportliche Laufbahn
Erste internationale Erfahrungen sammelte Fu Haitao im Jahr 2010, als er bei den erstmals ausgetragenen Olympischen Jugendspielen in Singapur mit einer Weite von 16,14 m die Silbermedaille gewann. 2012 siegte er mit 16,38 m bei den Juniorenasienmeisterschaften in Colombo und belegte anschließend bei den Juniorenweltmeisterschaften in Barcelona mit 15,93 m den siebten Platz. Im Jahr darauf siegte er mit 16,21 m bei den Ostasienspielen in Tianjin und 2014 gewann er bei den Hallenasienmeisterschaften in Hangzhou mit derselben Weite. In den folgenden Jahren bestritt er immer weniger Wettkämpfe und beendete dann 2022 endgültig seine aktive sportliche Karriere.

## Persönliche Bestleistungen
- Dreisprung: 16,79 m (+1,2 m/s), 13. Mai 2015 in Taiyuan
  - Dreisprung (Halle): 16,72 m, 8. März 2015 in Xianlin